# Incredulità
L'incredulità è, come indica l'etimologia stessa del termine, il non prestar fede, avere difficoltà a credere, la diffidenza ad accettare qualcosa per vero in senso molto generico. Più nello specifico, se ciò cu si riferisce è una verità religiosa, si tratta del non-riconoscimento di essa e la non accettazione delle premesse a base di tale verità. L'incredulo "relativamente alla religione" è allora colui che si astiene dall'assenso ai fondamenti dottrinari che stanno alla base di una certa religione o perché aderisce a quelle di un'altra. Quando una persona non aderisce ad alcuna religione è più frequente l'espressione di "non-credente", poiché la noncredenza è la categoria filosofica di riferimento per chi non ha alcuna fede religiosa istituzionalizzata.
Sinonimo di incredulità religiosa non è perciò miscredenza, che letteralmente significa "anti-credenza" in senso forte, bensì "non-credenza".
La noncredenza è l'atteggiamento di colui che non si considera nemico delle fedi religiose, ma che semplicemente "se ne chiama fuori", senza che ciò implichi ateismo, sicché il noncredente può anche non esser ateo. Il noncredente è perciò l'incredulo nel senso specifico di "incredulo rispetto alle religioni rivelate e istituzionalizzate", senza che ciò significhi alcuna rinuncia alla Sacralità e al "senso del sacro". In questo l'incredulo religioso, ovvero il noncredente, può riconoscere molto della propria realtà interiore e profonda senza collocarla in alcun ambito dottrinario.

Incredulità di San Tommaso (Caravaggio)

## L'incredulità nella Bibbia
Se per i popoli pagani il peccato che la Bibbia denuncia è l'idolatria, per l'Antico Testamento il peccato di Israele era soprattutto l'incredulità, non tanto intesa come negazione teorica dell'esistenza di Dio, ma come rifiuto della Parola di Dio, quindi come disubbidienza.
Nell'antico Israele l'incredulità si manifesta come sfiducia e lamentela (Numeri 14,11-22; Esodo 17,7) e nella terra promessa come idolatria ed altre pratiche pagane definite dai profeti "infedeltà", "prostituzione", "fornicazione" (Esodo 32; Deuteronomio 9,12-21; 1 Re 18,21; Osea 2; Geremia 2-4; Ezechiele 16 ecc.).
Nel Nuovo Testamento l'incredulità corrisponde a due termini greci: "apistia" e "apeitheia". Il primo indica mancanza di fede e di fiducia, il secondo è espressione del primo, cioè disubbidienza e ribellione (Romani 11,30-32; Ebrei 4,6-11).
La prima caratteristica dell'incredulità, secondo il Nuovo Testamento è il rifiuto del Vangelo di Gesù Cristo. I pagani sono considerati increduli rispetto a Cristo (2 Corinzi 4,4; 6,14-15) e gli israeliti stessi, pur essendo monoteisti e credenti in Dio, sono accusati di incredulità dall'apostolo Paolo (Romani 10,16-21;11,20-31) e da Giovanni (Giovanni 5,37-47).
Il Nuovo Testamento indica varie ragioni che producono l'incredulità: la ricerca della propria gloria (Giovanni 5,44); l'odio per la luce che mette a nudo le opere malvagie dei peccatori (Giovanni 3,19); la mancanza di disposizione interiore a favore della verità (2 Tessalonicesi 2,10-12). Al di là di queste cause seconde, l'incredulità è fatta risalire, in ultima analisi all'azione della giustizia di Dio contro l'ostinazione umana (indurimento) o all'opera del diavolo (2 Corinzi 4,4).
Gesù afferma però che lo Spirito Santo ha la missione di convincere il mondo della sua incredulità verso di Lui (Giovanni 16,9), la quale impedisce al popolo di Dio di entrare in possesso della sua eredità spirituale (Ebrei 3,19; 4,6).
Fede ed incredulità, però, non appaiono sempre come due realtà mutuamente esclusive (cfr. Marco 9,24). La loro linea di confine non passa tanto fra persona e persona, quanto è qualcosa che permane in ogni singolo individuo.

## L'incredulità nella cultura occidentale
Nel contesto del Cristianesimo e della cultura occidentale, il termine incredulità si riferisce all'abbandono, da parte di individui o gruppi, della fede cristiana tradizionale e dalla concezione del mondo che sottende.
L'incredulità può essere compresa a partire da una prospettiva culturale come la secolarizzazione della civiltà occidentale e la defezione dalla fede nel Dio teistico e personale della tradizione giudaico-cristiana.
Possiamo anche parlare di incredulità relativa all'interno della Chiesa stessa laddove alcuni, pur continuando ad aderirvi, contestano o negano dottrine fondamentali della fede che proclama. In questo senso, almeno nelle sue forme estreme, il liberalismo teologico rappresenta una forma di incredulità.
Alla fine del periodo romano della storia dell'Occidente, l'Europa era stata cristianizzata tanto che la visione del mondo teista era diventata dominante. Questo consenso continua senza essere messo significativamente in questione per tutto il Medioevo, e persino la Riforma protestante, con il suo potente affronto fatto al dominio del Cattolicesimo fa direttamente poco per scuotere questo consenso di base. Le differenze fra il Protestantesimo ed il Cattolicesimo, infatti, sono soprattutto ecclesiologiche e soteriologiche.
L'incredulità nella cultura occidentale comincia a diventare una sfida significativa all'establishment religioso durante il Rinascimento con lo sviluppo della ricerca scientifica e durante l'Illuminismo. Nel XVII e nel XVIII secolo i pensatori cominciano ad esprimere uno scetticismo religioso militante, anticlericalismo e scientismo. Essi così respingono il connubio medioevale fra la dottrina cristiana e la scienza aristotelica. Si può propriamente affermare come il Cristianesimo fosse stato così intimamente connesso a questa antiquata cosmologia che, quando questa comincia a perdere la sua presa sulla vita intellettuale dell'Occidente, l'influenza spirituale e culturale del Cristianesimo declina sensibilmente. Importanti esponenti del secolarismo come Denis Diderot, Voltaire e Paul Henri Thiry d'Holbach mettono così in questione la concezione cristiana del mondo.
I cristiani, però, sono ancora inclini a sostenere la validità della fede appellandosi generalmente alla ragione, soprattutto alla teologia naturale ed alla positiva influenza morale del Cristianesimo. William Paley era fra gli apologeti cristiani che sostenevano come vi siano, nel meraviglioso ordine dell'universo ampie evidenze dell'esistenza di un progettista. È solo con lo scettico David Hume, però, che viene sferrato il primo attacco concentrato contro la teologia naturale. Hume, infatti, sottopone ad una critica rigorosa l'argomentazione del Paley a proposito del disegno intelligente come pure all'argomentazione popolare dell'esistenza di Dio basata sulla cosmologia e sulla causa prima, derivata, nel periodo medioevale da Tommaso d'Aquino.
In Germania Immanuel Kant attacca le argomentazioni che tentavano di appoggiare la fede alla ragione come parte del suo attacco generale al ragionamento metafisico. In particolare egli si oppone all'argomentazione ontologica, il tentativo di provare l'esistenza di Dio a priori basata sul concetto di Dio usata da Anselmo di Canterbury, Cartesio e Gottfried Leibniz. Se oggi i filosofi considerano la validità di queste argomentazioni come ancora discutibili, l'effetto storico di tali critiche è quello di convincere i pensatori occidentali a respingere i tentativi razionali a basare la fede sulla ragione.
Laddove il XVIII secolo mette in questione le basi intellettuali della fede, l'incredulita nel XIX secolo si muove oltre e cerca di dimostrare la falsità del teismo stesso. Sebbene John Stuart Mill ancora opponga la ragione alla fede cristiana Ludwig Feuerbach, Sigmund Freud e Friedrich Nietzsche danno per scontata la falsità del Cristianesimo e la sua supposta mancanza di una base razionale per la fede. Freud sosteneva che l'essere umano, che aveva bisogno di una "figura paterna" che gli permettesse di sentirsi a casa propria in questo mondo, proiettasse la concezione di Dio per soddisfare questo bisogno, mentre Nietzsche critica il cristianesimo proprio nel suo punto che ritiene più qualificante, cioè il suo impatto morale sulla società. Per Nietzsche, le dottrine etiche del cristianesimo sarebbero una "morale da schiavi", responsabile di inibire lo sviluppo dell'eccellenza umana.
Il diffondersi dell'incredulità nel XX secolo è stato costante. In Europa, gli atei, fra gli altri, si volgono all'esistenzialismo, in particolare all'opera di Jean-Paul Sartre, mentre i pensatori anglo-americani sembrano gradire il positivismo logico di Alfred Ayer. Sartre sosteneva che l'esistenza di Dio deve essere negata in quanto incompatibile con la libertà umana, mentre Ayer e Antony Flew sostenevano come sia persino linguisticamente insostenibile riferirsi a Dio nel linguaggio.
Diverse varietà di marxismo sono pure state invariabilmente antagoniste alle credenze religiose.
Nelle società occidentali, le confessioni protestanti stabilite del XIX secolo hanno visto nel XX secolo un drastico declino quanto a partecipazione ed influenza, come aveva predetto Søren Kierkegaard.
Una concezione secolarizzata del mondo domina oggi nei maggiori centri intellettuali e dei mezzi di comunicazione delle società occidentali, e l'umanesimo naturalistico dichiara i suoi principi nel Manifesto umanistico I e II e nella Dichiarazione Umanistica Secolare.
Nell'ambito del Cristianesimo stesso, l'incredulità si è insinuata significativamente nella teologia di alcuni pensatori che hanno cercato di reinterpretare la teologia tradizionale secondo le moderne concezioni secolarizzate, ad esempio John A.T. Robinson.